# Mistrzostwa Polski w Judo 1996
40. edycja Mistrzostw Polski w judo odbyła się w dniach 11 - 13 października 1996 roku w Krakowie.

## Medaliści 40 mistrzostw Polski

### Kobiety
| Konkurencja: | Złoto:              | Srebro:             | Brąz:                                 |
| 48 kg        | Jolanta Wojnarowicz | Anna Żemła          | Barbara Krzywda Nina Pawłowicz        |
| 52 kg        | Ewa Larysa Krause   | Joanna Piasecka     | Iwona Michałek Anna Socha             |
| 56 kg        | Beata Kucharzewska  | Anita Kubica        | Aneta Łoś Magdalena Miereńska         |
| 61 kg        | Irena Tokarz        | Beata Wolska        | Patrycja Bokiej Magdalena Baleja      |
| 66 kg        | Aneta Szczepańska   | Monika Pszenna      | Dorota Adamska Dorota Kondraciuk      |
| 72 kg        | Anna Koroza         | Izabela Lubczyńska  | Agata Mróz Beata Walczak              |
| +72 kg       | Beata Maksymow      | Marta Kołodziejczyk | Małgorzata Górnicka Aneta Kaczorowska |
| open         | Beata Maksymow      | Irena Tokarz        | Ewa Iwańska Marta Kołodziejczyk       |

### Mężczyźni
| Konkurencja: | Złoto:           | Srebro:            | Brąz:                                |
| 60 kg        | Bogdan Przystasz | Piotr Kamrowski    | Artur Brzeziński Remigiusz Ławniczek |
| 65 kg        | Jarosław Lewak   | Robert Zaczkiewicz | Mirosław Błachnio Mariusz Zubrzycki  |
| 71 kg        | Piotr Sadowski   | Krzysztof Wojdan   | Robert Trędowski Robert Gnieździński |
| 78 kg        | Cezary Kozłowski | Robert Krawczyk    | Bronisław Wołkowicz Marek Legień     |
| 86 kg        | Artur Kejza      | Marek Pisuła       | Sylwester Gaweł Waldemar Bączek      |
| 95 kg        | Paweł Nastula    | Józef Smóter       | Jarosław Poźdźik Maciej Zwarycz      |
| +95 kg       | Marek Pituła     | Artur Bodziacki    | Paweł Malowaniec Wojciech Gędzik     |
| open         | Sylwester Gaweł  | Artur Bodziacki    | Jarosław Poździk Tomasz Lubas        |